# DM i tennis for hold
Danmarksmesterskaberne i tennis for hold er de danske mesterskaber i tennis for klubhold, og mesterskaberne afholdes årligt af Dansk Tennis Forbund, såvel udendørs som indendørs. Både uden- og indendørs er der siden sommeren 2013 spillet om DM-titler for henholdsvis herre- og damehold, men inden da blev mesterskaberne udelukkende afviklet for mixed hold.
Mesterskaberne er åbne for klubber under Dansk Tennis Forbund, der kan stille op med spillere med dansk licens, som er medlem af en klub under Dansk Tennis Forbund, og som fylder mindst 13 år i det kalenderår, som mesterskabet afvikles i.

## Udendørs-DM

### Mixed hold
| Medaljevindere ved udendørs-DM i tennis for mixed hold 1967−2012 | Medaljevindere ved udendørs-DM i tennis for mixed hold 1967−2012 | Medaljevindere ved udendørs-DM i tennis for mixed hold 1967−2012 | Medaljevindere ved udendørs-DM i tennis for mixed hold 1967−2012 |
| Sæson                                                            | Guld                                                             | Sølv                                                             | Bronze                                                           |
| ---------------------------------------------------------------- | ---------------------------------------------------------------- | ---------------------------------------------------------------- | ---------------------------------------------------------------- |
| 1967                                                             | HIK (1)                                                          | KB                                                               | Århus 1900                                                       |
| 1968                                                             | KB (1)                                                           | Holte TK                                                         | HIK                                                              |
| 1969                                                             | KB (2)                                                           | Århus 1900                                                       | HIK                                                              |
| 1970                                                             | KB (3)                                                           | HIK                                                              | Århus 1900                                                       |
| 1971                                                             | HIK (2)                                                          | KB                                                               | Århus 1900                                                       |
| 1972                                                             | HIK (3)                                                          | KB                                                               | Lyngby TK                                                        |
| 1973                                                             | HIK (4)                                                          | KB                                                               | Lyngby TK                                                        |
| 1974                                                             | KB (4)                                                           | Lyngby TK                                                        | Århus 1900                                                       |
| 1975                                                             | KB (5)                                                           | Lyngby TK                                                        | HIK                                                              |
| 1976                                                             | KB (6)                                                           | Lyngby TK                                                        | HIK                                                              |
| 1977                                                             | KB (7)                                                           | HIK                                                              | Lyngby TK                                                        |
| 1978                                                             | HIK (5)                                                          | KB                                                               | Lyngby TK                                                        |
| 1979                                                             | KB (8)                                                           | Århus 1900                                                       | Lyngby TK                                                        |
| 1980                                                             | KB (9)                                                           | HIK                                                              | Lyngby TK                                                        |
| 1981                                                             | KB (10)                                                          | HIK                                                              | Lyngby TK                                                        |
| 1982                                                             | KB (11)                                                          | Lyngby TK                                                        | HIK                                                              |
| 1983                                                             | KB (12)                                                          | HIK                                                              | Lyngby TK                                                        |
| 1984                                                             | Lyngby TK (1)                                                    | KB                                                               | HIK                                                              |
| 1985                                                             | KB (13)                                                          | B.93                                                             | AB                                                               |
| 1986                                                             | KB (14)                                                          | Hørsholm Rungsted TK                                             | Lyngby TK                                                        |
| 1987                                                             | KB (15)                                                          | Lyngby TK                                                        | Hørsholm Rungsted TK                                             |
| 1988                                                             | KB (16)                                                          | Hørsholm Rungsted TK                                             | Lyngby TK                                                        |
| 1989                                                             | Lyngby TK (2)                                                    | KB                                                               | Hørsholm Rungsted TK                                             |
| 1990                                                             | KB (17)                                                          | Lyngby TK                                                        | Hørsholm Rungsted TK                                             |
| 1991                                                             | KB (18)                                                          | Lyngby TK                                                        | B.93                                                             |
| 1992                                                             | Lyngby TK (3)                                                    | Hørsholm Rungsted TK                                             | KB                                                               |
| 1993                                                             | Lyngby TK (4)                                                    | KB                                                               | Hørsholm Rungsted TK                                             |
| 1994                                                             | Lyngby TK (5)                                                    | KB                                                               | B.93                                                             |
| 1995                                                             | KB (19)                                                          | Lyngby TK                                                        | B.93                                                             |
| 1996                                                             | KB (20)                                                          | Lyngby TK                                                        | Hørsholm Rungsted TK                                             |
| 1997                                                             | B.93 (1)                                                         | KB                                                               | Århus 1900                                                       |
| 1998                                                             | KB (21)                                                          | Lyngby TK                                                        | Hørsholm Rungsted TK                                             |
| 1999                                                             | KB (22)                                                          | Hørsholm Rungsted TK                                             | Lyngby TK                                                        |
| 2000                                                             | KB (23)                                                          | Århus 1900                                                       | B.93                                                             |
| 2001                                                             | KB (24)                                                          | B.93                                                             | Århus 1900                                                       |
| 2002                                                             | KB (25)                                                          | B.93                                                             | Århus 1900                                                       |
| 2003                                                             | KB (26)                                                          | B.93                                                             | Hørsholm Rungsted TK                                             |
| 2004                                                             | KB (27)                                                          | Hørsholm Rungsted TK                                             | B.93                                                             |
| 2005                                                             | Lyngby TK (6)                                                    | KB                                                               | B.93                                                             |
| 2006                                                             | Lyngby TK (7)                                                    | KB                                                               | HIK Hørsholm Rungsted TK                                         |
| 2007                                                             | KB (28)                                                          | Lyngby TK                                                        | Gentofte TK                                                      |
| 2008                                                             | KB (29)                                                          | Lyngby TK                                                        | Birkerød TK                                                      |
| 2009                                                             | KB (30)                                                          | Birkerød TK                                                      | TC Odense                                                        |
| 2010                                                             | KB (31)                                                          | Birkerød TK                                                      | TC Odense                                                        |
| 2011                                                             | Lyngby TK (8)                                                    | KB                                                               | Helsingør TK                                                     |
| 2012                                                             | KB (32)                                                          | Helsingør TK                                                     | Team Gentofte                                                    |

### Herrehold
| Medaljevindere ved udendørs-DM i tennis for herrehold 2013−20 | Medaljevindere ved udendørs-DM i tennis for herrehold 2013−20 | Medaljevindere ved udendørs-DM i tennis for herrehold 2013−20 | Medaljevindere ved udendørs-DM i tennis for herrehold 2013−20 |
| Sæson                                                         | Guld                                                          | Sølv                                                          | Bronze                                                        |
| ------------------------------------------------------------- | ------------------------------------------------------------- | ------------------------------------------------------------- | ------------------------------------------------------------- |
| 2013                                                          | KB (1)                                                        | Lyngby TK                                                     | Helsingør TK                                                  |
| 2014                                                          | KB (2)                                                        | Lyngby TK                                                     | Gentofte TK                                                   |
| 2015                                                          | KB (3)                                                        | Gentofte TK                                                   | Hvidovre TK                                                   |
| 2016                                                          | KB (4)                                                        | Hørsholm Rungsted TK                                          | Århus 1900                                                    |
| 2017                                                          | KB (5)                                                        | HIK                                                           | Hørsholm Rungsted TK                                          |
| 2018                                                          | HIK (1)                                                       | KB                                                            | Gentofte TK                                                   |
| 2019                                                          | Give TK (1)                                                   | Gentofte TK                                                   | KB                                                            |
| 2020                                                          | KB (6)                                                        | HIK                                                           | Gentofte TK                                                   |

### Kvindehold
| Medaljevindere ved udendørs-DM i tennis for kvindehold 2013−20 | Medaljevindere ved udendørs-DM i tennis for kvindehold 2013−20 | Medaljevindere ved udendørs-DM i tennis for kvindehold 2013−20 | Medaljevindere ved udendørs-DM i tennis for kvindehold 2013−20 |
| Sæson                                                          | Guld                                                           | Sølv                                                           | Bronze                                                         |
| -------------------------------------------------------------- | -------------------------------------------------------------- | -------------------------------------------------------------- | -------------------------------------------------------------- |
| 2013                                                           | KB (1)                                                         | Birkerød TK                                                    | Team Gentofte                                                  |
| 2014                                                           | KB (2)                                                         | Gentofte TK                                                    | Birkerød TK                                                    |
| 2015                                                           | KB (3)                                                         | Birkerød TK                                                    | Gentofte TK                                                    |
| 2016                                                           | Gentofte TK (1)                                                | Hørsholm Rungsted TK                                           | KB                                                             |
| 2017                                                           | KB (4)                                                         | Gentofte TK                                                    | HIK                                                            |
| 2018                                                           | Gentofte TK (2)                                                | Birkerød TK                                                    | KB                                                             |
| 2019                                                           | KB (5)                                                         | Gentofte TK                                                    | Birkerød TK                                                    |
| 2020                                                           | Gentofte TK (3)                                                | KB                                                             | Lyngby TK                                                      |

## Indendørs-DM

### Mixed hold
| Medaljevindere ved indendørs-DM i tennis for mixed hold 1986−2013 | Medaljevindere ved indendørs-DM i tennis for mixed hold 1986−2013 | Medaljevindere ved indendørs-DM i tennis for mixed hold 1986−2013 | Medaljevindere ved indendørs-DM i tennis for mixed hold 1986−2013 |
| Sæson                                                             | Guld                                                              | Sølv                                                              | Bronze                                                            |
| ----------------------------------------------------------------- | ----------------------------------------------------------------- | ----------------------------------------------------------------- | ----------------------------------------------------------------- |
| 1986                                                              | B.93 (1)                                                          | KB                                                                | Hørsholm Rungsted TK                                              |
| 1987                                                              | B.93 (2)                                                          | Hørsholm Rungsted TK                                              | AB                                                                |
| 1988                                                              | Hørsholm Rungsted TK (1)                                          | Lyngby TK                                                         | B.93                                                              |
| 1989                                                              | Hørsholm Rungsted TK (2)                                          | KB                                                                | Lyngby TK                                                         |
| 1990                                                              | B.93 (3)                                                          | AB                                                                | Lyngby TK                                                         |
| 1991                                                              | KB (1)                                                            | B.93                                                              | Hørsholm Rungsted TK                                              |
| 1992                                                              | B.93 (4)                                                          | KB                                                                | Lyngby TK                                                         |
| 1993                                                              | KB (2)                                                            | B.93                                                              | Lyngby TK                                                         |
| 1994                                                              | B.93 (5)                                                          | Lyngby TK                                                         | Hørsholm Rungsted TK                                              |
| 1995                                                              | Lyngby TK (1)                                                     | KB                                                                | B.93                                                              |
| 1996                                                              | Lyngby TK (2)                                                     | B.93                                                              | KB                                                                |
| 1997                                                              | KB (3)                                                            | Hørsholm Rungsted TK                                              | B.93                                                              |
| 1998                                                              | Lyngby TK (3)                                                     | B.93                                                              | KB                                                                |
| 1999                                                              | KB (4)                                                            | AB                                                                | B.93                                                              |
| 2000                                                              | KB (5)                                                            | B.93                                                              | Lyngby TK                                                         |
| 2001                                                              | KB (6)                                                            | Hørsholm Rungsted TK                                              | Lyngby TK                                                         |
| 2002                                                              | B.93 (6)                                                          | KB                                                                | Hørsholm Rungsted TK                                              |
| 2003                                                              | Hørsholm Rungsted TK (3)                                          | KB                                                                | B.93                                                              |
| 2004                                                              | KB (7)                                                            | Hørsholm Rungsted TK                                              | B.93                                                              |
| 2005                                                              | KB (8)                                                            | Lyngby TK                                                         | Hørsholm Rungsted TK                                              |
| 2006                                                              | KB (9)                                                            | Lyngby TK                                                         | B.93                                                              |
| 2007                                                              | Lyngby TK (4)                                                     | KB                                                                | Hørsholm Rungsted TK                                              |
| 2008                                                              | KB (10)                                                           | Lyngby TK                                                         | Gentofte TK                                                       |
| 2009                                                              | KB (11)                                                           | Lyngby TK                                                         | Birkerød TK                                                       |
| 2010                                                              | KB (12)                                                           | Lyngby TK                                                         | Birkerød TK                                                       |
| 2011                                                              | KB (13)                                                           | Lyngby TK                                                         | Birkerød TK                                                       |
| 2012                                                              | KB (14)                                                           | Lyngby TK                                                         | Gentofte TK                                                       |
| 2013                                                              | KB (15)                                                           | Lyngby TK                                                         | Team Gentofte                                                     |

### Herrehold
| Medaljevindere ved indendørs-DM i tennis for herrehold 2014−20 | Medaljevindere ved indendørs-DM i tennis for herrehold 2014−20 | Medaljevindere ved indendørs-DM i tennis for herrehold 2014−20 | Medaljevindere ved indendørs-DM i tennis for herrehold 2014−20 |
| Sæson                                                          | Guld                                                           | Sølv                                                           | Bronze                                                         |
| -------------------------------------------------------------- | -------------------------------------------------------------- | -------------------------------------------------------------- | -------------------------------------------------------------- |
| 2014                                                           | Lyngby TK (1)                                                  | KB                                                             | Team Gentofte                                                  |
| 2015                                                           | KB (1)                                                         | Birkerød TK                                                    | Gentofte TK                                                    |
| 2016                                                           | Lyngby TK (2)                                                  | Gentofte TK                                                    | HIK                                                            |
| 2017                                                           | IK Skovbakken (1)                                              | HIK                                                            | KB                                                             |
| 2018                                                           | KB (2)                                                         | HIK                                                            | Virum-Sorgenfri TK                                             |
| 2019                                                           | Lyngby TK (3)                                                  | KB                                                             | HIK Tennis                                                     |
| 2020                                                           | KB (3)                                                         | Gentofte TK                                                    | Lyngby TK                                                      |

### Kvindehold
| Medaljevindere ved indendørs-DM i tennis for kvindehold 2014−20 | Medaljevindere ved indendørs-DM i tennis for kvindehold 2014−20 | Medaljevindere ved indendørs-DM i tennis for kvindehold 2014−20 | Medaljevindere ved indendørs-DM i tennis for kvindehold 2014−20 |
| Sæson                                                           | Guld                                                            | Sølv                                                            | Bronze                                                          |
| --------------------------------------------------------------- | --------------------------------------------------------------- | --------------------------------------------------------------- | --------------------------------------------------------------- |
| 2014                                                            | KB (1)                                                          | Birkerød TK                                                     | Team Gentofte                                                   |
| 2015                                                            | KB (2)                                                          | HIK                                                             | Gentofte TK                                                     |
| 2016                                                            | Gentofte TK (1)                                                 | KB                                                              | Birkerød TK                                                     |
| 2017                                                            | KB (3)                                                          | Gentofte TK                                                     | Hørsholm Rungsted TK                                            |
| 2018                                                            | Hørsholm Rungsted TK (1)                                        | Birkerød TK                                                     | Gentofte TK                                                     |
| 2019                                                            | Gentofte TK (2)                                                 | HIK                                                             | KB                                                              |
| 2020                                                            | Birkerød TK (1)                                                 | Hørsholm Rungsted TK                                            | KB                                                              |